# Lairmont Manor
Lairmont Manor (česky Lairmontská usedlost) nebo také Larrabeeův dům je budova postavená v roce 1914 ve stylu italské renesance v Bellinghamu, v americkém státě Washington.

## Historie
Manželé Charles X. Larrabee (1843–1914) a Frances Payne Larrabee (1867–1941) požádali firmu Bebb & Gould aby na rodinném panství Lairmont navrhli dům o 25 místnostech ve stylu italské renesance. Architektem byl Carl Frelinghuysen Gould, který je znám především díky návrhu hlavní knihovny pro University of Washington v Seattlu. Usedlost postavil pro průmyslníka a spoluzakladatele města Fairhaven (dnes část Bellinghamu) Charlese Larrabeeho, který ale před jeho dokončením zemřel. Na dokončení stavby s architektem Gouldem spolupracovala Frances Payne Larrabee. Dům evropského vzhledu byl v exteriéru zdoben štukem, dlaždicemi a terakotou. V interiéru byly použity dřevěné prvky z Itálie, skleněné dveře s kováním z Belgie. K interiérovému vybavení patřil centrální vysavač, telefonní interkom, v prádelně byla velká elektrická sušička prádla. Venkovní upravené prostory kolem domu měly podzemní zavlažování.
Po Francesině smrti v roce 1941 byl dům prodán jejím synem Charlesem F. Larrabbeem noviciátu sester svatého Josefa, zakladatelek nemocnice svatého Josefa v Bellinghamu. V období 1941–1966 byl v domě umístěn noviciát Mount Saint Mary's, škola a internát pro začínající zdravotní sestry.
Pro potřeby noviciátu byl dům upraven. Elegantní vstupní místnosti byly přeměněny na salony a jídelnu pro návštěvníky, z prostorného tanečního sálu se stala kaple a z rodinného obývacího pokoje odpočinková místnost sester profesorek. Od vchodu vedly schody do velké dřevem obložené kulečníkové místnosti, která byla přeměněna na odpočinkovou místnost novicek. V roce 1950 byla na východní straně domu přistavěna velká přístavba. V patře byly ložnice a v přízemí velká jídelna, učebny a obytné místnosti. V roce 1967 dům koupil Joel Douglas do osobního vlastnictví.
Nyní se zde pořádají svatby a další speciální události. V květnu 1975 byla stavba zapsána do Národního rejstříku historických míst.